# Reese Rideout
Reese Rideout es un actor de porno gay que trabaja para Randy Blue.

## Premios y nominaciones
- 2007 Premios Weho XXX nominee of Amateur Star of the Year.[2][3]
- 2009 Men ganador del premio Man of the Year.[4][5]
- 2010 Cybersocket Awards winner of Best Porn Star.[6]
- 2010 XBIZ Awards Gay Performer of the Year nominee.[7]

## Videografía
| Película                 | Año  |
| ------------------------ | ---- |
| Alley Cats               | 2010 |
| Deep n' Hard             | 2009 |
| Outdoor Arousal          | 2009 |
| Spread 'Em               | 2009 |
| That 70's Gay Porn Movie | 2009 |